# Flytmorän
Flytmorän är en typ av morän som har transporterats ovanpå glaciären (supraglacialt). Den avsätts av kallbaserade glaciärer (glaciärer med fastfrusen botten). En flytmorän är ett massrörelsesediment som uppstår när vattenrikt moränmaterial omlagras av sluttningsprocesser.